# 徐晃
徐 晃（じょ こう、？ - 227年）は、中国後漢末期から三国時代にかけての武将。魏に仕えた。字は公明（こうめい）。司隷河東郡楊県（現在の山西省臨汾市洪洞県）の人。子は徐蓋。孫は徐覇。『三国志』魏志「張楽于張徐伝」に伝がある。

## 生涯

### 曹操に仕えるまで
郡吏となり、車騎将軍楊奉の賊討伐に従い、騎都尉に任じられた。
李傕と郭汜が対立し長安を荒廃させると、徐晃は楊奉に献帝を連れて洛陽に戻ることを進言し、楊奉はこの考えに従った。献帝は黄河を渡って安邑まで来ると、徐晃を都亭侯に封じた。
洛陽に到着すると、今度は韓暹と董承が対立を始めた。徐晃は楊奉に曹操へ帰順するよう進言し、楊奉も一時はその進言を受け入れる気になっていたが、後に心変わりして曹操と対立した。曹操は董昭の策により梁で楊奉を討伐し、徐晃は曹操に帰順した。

### 曹操配下として
徐晃は曹操に兵を与えられ、巻・原武の賊を撃破して裨将軍に任命された。
建安3年（198年）、呂布征伐に従い、別働して呂布の将の趙庶・李鄒らを降伏させた。
建安4年（199年）、史渙らと共に眭固を破り、曹操に従い劉備を破った。
建安5年（200年）、袁紹との官渡の戦いの序盤では、白馬で顔良を破り、延津では文醜を破り、偏将軍に任命された。曹洪と共に㶏強の賊の祝臂を攻撃し、これを破った。袁紹との戦闘が膠着状態になると、曹操は荀攸の進言に従い徐晃と史渙を派遣し、袁紹軍の輸送隊を故市で攻撃させ、数千台の穀物輸送車を焼き払った。最大の戦果を挙げたとして都亭侯に封じられた。
建安9年（204年）4月、曹操が鄴を包囲し邯鄲を破ると、易陽の県令の韓範は降伏を申し出てきたが、後に前言を翻し城に籠って抵抗してきた。徐晃は曹操の命令でこれを攻撃することになったが、城中の韓範に矢文を送り、事情を話して降伏を促すと、韓範はすぐに降伏した。徐晃は曹操に対し、易陽を攻め滅ぼすと、他の城は挙って曹操に抵抗するようになるだろうから、易陽の降伏を許可するように願い出、曹操の賛同を得た。別軍の指揮を執り毛城を攻撃、伏兵を用いて三つの営を撃破した。
建安10年（205年）1月、南皮の袁譚討伐に従い、平原の賊を討伐した。
建安12年（207年）、曹操が蹋頓を攻撃するため柳城に遠征すると、これに従い横野将軍に任命された。
建安13年（208年）、荊州征討にも従い、別軍の指揮を執り樊に駐屯し、中廬・臨沮・宜城の賊を征伐した。満寵と共に関羽を漢津に討伐し、曹仁と共に江陵（南郡）で周瑜を攻撃した。
当時、徐晃は于禁・張遼・楽進・張郃と共に名将と謳われており、曹操が征伐に出る度に五人が交代で、進攻のときは先鋒となり、撤退のときは殿軍となっていた（「于禁伝」）。
建安15年（210年）、夏侯淵の指揮下で太原の反乱を征伐し、大陵を包囲し陥落させ、賊の商曜を斬った。
建安16年（211年）、馬超・韓遂が関右で反乱を起こすと、曹操は徐晃に命じて汾陰に駐屯し、河東を鎮撫させると同時に、牛と酒を与えて徐晃の先祖の墓を祭らせた。曹操は潼関まで来たが、黄河を渡れないことを懸念した。徐晃は蒲阪津を渡り、敵の背後に陣地を作る策を提案し、精鋭を借り任務に着くことを願い出た。徐晃は4000人の歩兵と騎兵を率い、蒲阪津を渡って陣地を作り、作業を妨害するために5000人の歩兵と騎兵を率いて夜襲をかけてきた梁興を破った。曹操は黄河を渡り馬超らを討つことができた（潼関の戦い）。徐晃は夏侯淵らと共に隃麋・汧の氐族を討伐し、曹操と安定で落ち合った。
建安17年（212年）、夏侯淵らと共に鄜と夏陽の反乱の残党を討伐した。梁興を斬り、3000余の家を降伏させた。
建安20年（215年）、漢中の張魯討伐にも従い、櫝・仇夷の氐族を討伐し、全てを降伏させた。平寇将軍に任命された。将軍の張順の包囲を解き、賊の陳副らの30余の屯営を攻撃し、全てを打ち破った。漢中を平定した曹操は鄴に帰還したが、夏侯淵・張郃・徐晃らを南鄭に残存させ、陽平で劉備を防がせた。
建安23年（218年）、劉備は部将の陳式に命じて馬鳴閣街道を防がせたが、徐晃はこれを攻撃し破り、多くの兵が山谷に身を投げて死んだ。曹操はこの戦果を喜び、徐晃に仮節するとともに布告を出し、その成果を大いに喧伝した。

### 襄樊の戦い
建安24年（219年）、夏侯淵が戦死すると、曹操は後に自身で陽平まで親征したが撤退し、漢中の諸軍も撤退することになった。徐晃は曹操の命令で荊州へ向かい、関羽の攻撃を受けている曹仁を救援するため宛に駐屯した。樊城の曹仁と襄陽の呂常は何れも関羽の包囲を受けており、先に救援に出向いていた于禁の七軍も、川の氾濫により降伏を余儀なくされるなど不利な戦況であり、徐晃の指揮下の兵士も新参者が多く、関羽と戦うのは難しい状況にあった。
徐晃は軍を前進させ陽陵陂に進撃したが、趙儼の進言に従い、徐晃は独力での攻撃は行なわず、更なる援軍を待った。曹操からの救援軍である呂建・徐商の軍と合流し、偃城の賊と対峙した。徐晃は塹壕を掘り、敵の背後を断つ姿勢を見せると、敵は屯営を焼き払い撤退した。徐晃は偃城を手に入れると、両面に陣を連ねて徐々に前進し、関羽の包囲陣の3丈程まで来た。曹操から新たに殷署・朱蓋ら合計12屯営の軍が増援として付けられた。関羽の軍は囲頭と四冢に屯営を築いていたが、徐晃は囲頭を攻撃すると見せて、実際には四冢を攻撃した。関羽が自ら歩兵と騎兵5000人を率いて四冢の救援に出向いてくると、徐晃はこれを打ち破った。敵の中には自ら沔水に飛び込んで死ぬ者もいたという。
曹操は「わしは30年以上も兵を用い、古の戦上手な将を数多く知っているが、このように長駆して敵の包囲網に突撃した者はいなかった（長駆直入、後述の#徐晃に由来する故事成語）。しかも樊城における状況は、燕が斉の莒・即墨を包囲した時以上に困難なものであった。将軍の功績は孫武・司馬穰苴にも勝るものであろう」と布告（『労徐晃令』）を出し、徐晃を褒め称えたという。
徐晃の軍が曹操の本営である摩陂に辿り着くと、曹操は7里先まで出向いてこれを出迎え、この戦勝を祝い宴を催し、徐晃に酒を勧めて彼を労った。この時、他の軍勢も集結していて、多くの軍の兵卒たちは持ち場を離れて騒いだりしていたが、徐晃の軍だけは将兵が整然と陣に着いていて持ち場を離れることが皆無だった。これを見た曹操は益々徐晃を篤く信頼し、「徐晃には周亜夫の風格がある」と称えたという。（樊城の戦い）
曹丕（文帝）が魏王になると、楽進の後任となる右将軍に昇進し、逯郷侯に進封した。曹丕が禅譲により帝位に就くと、故郷の楊県を封地とされ、楊侯に進封した。夏侯尚と共に上庸で劉備軍を打ち破った。徐晃は陽平を鎮護し、陽平侯に改封された。
関羽を敗死させて南郡（江陵）を奪い取った孫権は、一時魏が放棄していた襄陽をも占拠し、部将の陳邵に守備させていた。徐晃は曹仁と共に陳邵を破って襄陽を奪回した（「曹仁伝」）。
曹叡（明帝）の時代には呉の諸葛瑾の攻撃を防ぎ、200戸を加増されて3100戸となった。太和元年（227年）に病死。病気が重くなると、「普段着のまま葬ってくれ」と遺言した。壮侯と諡され、子の徐蓋が跡を継ぎ、その死後は孫の徐覇が継いだ。また、明帝は領地を分割し、徐晃の子孫2名を列侯に封じた。
正始4年（243年）秋7月、曹芳（斉王）は詔勅を下し、曹操の廟庭に功臣20人を祭った。その中には徐晃も含まれている（「斉王紀」）。

## 評価
陳寿は、曹操在世時に最も功績があった将軍として、張遼・楽進・于禁・張郃・徐晃を一つの巻に収録しており、徐晃はその末席に位置付けられている。
『魏書』は、徐晃が捕虜の中から抜擢され、佐命立功して名将となったことを、曹操の人物眼が優れていたことの例えとして挙げている。
宋の兵法家張預は中国歴代の名将を選定した「百将」の一人に選び、四冢の戦いは孫子の「善攻者，敵不知其所守（虚実篇）」を体現したものだとしている（『十七史百将伝』）。
洪邁は『容斎随筆』で、寡兵で大軍に勝利することで方面を守った例として、張遼が孫権を合肥に走らせ、郭淮が蜀軍を陽平に拒み、徐晃が関羽を樊口に却けたことを挙げている。

## 人物
徐晃は武功を挙げても奢る素振りは見せず、常に「昔の人はよく明君に出会えぬことを嘆いたものだが、わしは幸運にもその明君にお会いすることができた。だから、功績を挙げてこの幸運に答えなければならぬ。個人の功名など何程のこともない」と言い、最後まで私的な交際をしなかった。
用兵では間者を使った情報収集を重視し、常に敗戦時の対策を念頭に置いて戦いを進めるなど堅実であったが、その一方で好機と見るや、配下に食事の暇も与えないほどの猛烈な追撃を行うこともあった。

## 三国志演義
小説『三国志演義』では、大斧を愛用する武将として登場する。毛宗崗は「張遼と徐晃は皆大将の才があり、故に関公（関羽）と親友であった」としている。楊奉配下の猛将であったが、曹操の計略と満寵の説得により楊奉から離反し、曹操配下の武将となる。白馬・延津の戦いでは、袁紹軍の武将である顔良・文醜の武勇に圧倒されるが、関羽に救われている。漢中の戦いでは、副将の王平と意見が合わずに衝突し、結果として王平が劉備軍に寝返ったことに激怒する（王平が徐晃の副将という話は創作）など、少々短気な面も見せるが、荊州の戦いでは関平と打ちあって三、四合で敗走させ、関羽と一騎討ちに及んでいる。この時、徐晃は「関羽殿には昔から随分色々と教えてもらっています、恩義は忘れたことがありません。しかし私（わたくし）の恩義と公（おおやけ）の主君の命とは別でござる」といい、八十余合も打ちあった末、怪我をしていたとはいえ関羽を一騎討ちで退けている（演義第七十六回『徐公明大いにベン水に戦い、関雲長麦城に敗走す』）。最期は、正史三国志で病死した翌年、かつて蜀臣だった孟達が再び帰参する動きを見せたために、司馬懿がその討伐に当たった時、偶々遭遇して同行したが、緒戦で孟達が放った矢が額を貫き、大量出血で絶命するという設定になっている。

## 徐晃に由来する故事成語
長駆直入（） 前述の曹操『労徐晃令』に基づく故事。遠方から一気に突っ込むこと。
中国では「長驅直入徐公明，一箭雙雕長孫晟」（長駆斬り込む徐公明、一矢で二羽落とす長孫晟）ということわざがある。長孫晟は南北朝時代の武将。（中国の辞書『辞海』による）